# Constant Chevillon
Constant Chevillon (Annoire, 1880. október 26. – Lyon, 1944. március 25.) francia író, banktisztviselő, szabadkőműves, a FUDOFSI alapítója és számos okkultista társaság tagja, vezetője.

## Személyes életútja

### Tanulmányai
Kiváló memóriájával és tanulmányi eredményeivel már kora gyermekkorában kitűnt társai közül, így a pap elhatározta, hogy megtanítja latinul. Tizenkét évesen kezdte meg tanulmányait a Montciel gimnáziumban Lons-le-Saunier-ben. Irodalmat, ókortudományt és filozófiát tanult. Felsőfokú tanulmányait a Lyoni Egyetem Bölcsészettudományi Karán végezte, ahol főiskolai diplomát szerzett. Filozófiát a neves Arthur Hennequin professzortól tanult. Ismerte Szókratész önismeret-tanát, de ami életét irányította, ez volt: "mondj le magadról, miközben másokat szolgálsz". Filozófia-professzora éppen ilyen ideál volt számára és Hennequin halála után otthagyta az egyetemet.

### Magánélete
1906-ban feleségül vette Caroline Maurice-t, akitől 1910-ben elvált. 1914-ben besorozták a hadseregbe és részt vett az I. világháborúban, amelyben kétszer is megsebesült (egyszer a bal karján súlyosan) a champagne-i, illetve a Somme-i csatában.

### Civil hivatása
Lyonban, a Société Générale banknál dolgozott 1913-ig, majd a Banque Nationale de Crédit (Nemzeti Hitelbank, B.N.C.I.) banknál egészen haláláig. 1927-ben a B.N.C.I.-nél kinevezték felügyelőnek, majd 1939-ben párizsi cégvezetőnek. E pozíció sokat követelt tőle és hátráltatta, de ugyanakkor lehetővé is tette, hogy elhelyezkedhessen a bank különféle üzletágaiban és ez végeredményben segítette a különféle (ezoterikus) szervezetekben betöltött elnöki pozícióiban és támogatta vállalt küldetésében.

## Ezoterikus tevékenységei

### Szabadkőművesként
- A pontos dátum nem ismert, de valószínűleg már 1913-ban csatlakozott a szabadkőművességhez.
- 1921-ben lett a Memphis-Misraim Rítus Legfelsőbb Szentélyének Nagyfelügyelője és 85° fokozatú, majd 1923-ban 95° fokozatú beavatottja.
- 1929. január 21-én Párizsban aláírta a "Memphis-Misraïm Ősi és Primitív Rítus Keleti Szabadkőműves Rendje Új Alkotmányát és Általános Szabályait". 1932-ben Jean Bricaud őt nevezte meg utódaként és kinevezte a Memphis-Misraïm Nagymester-helyettesének, majd Bricaud halálát követően, 1934. február 24-től a Memphis-Misraim Rítus Nagymestere lett.
- 1938. augusztus 27-30-án Lyonban rendezték meg a Memphis-Misraim Rítus Nagytalálkozóját. Ettől az eseménytől kezdve vált lehetővé a rítusba való beavatás nők számára is.
- 1939. szeptember 2-án, a II. világháború kitörésekor zajlott a Memphis-Misraim Nemzeti Találkozója.[7]

### Martinistaként
- Már 1900 környékén találkozott Papus-szal, de nem ismeretes, hogy rögtön martinista is lett-e.
- 1919. december 14-én barátja, Jean Bricaud avatta be a l’Ordre Martiniste de Lyon (Lyoni Martinista Rend) szervezetbe.
- Előbbi szervezet Legfelsőbb Tanácsának 1921-ben lett a tagja.
- 1934. február 24-től a Martinista Rend (OM) Nagymestere (a "lyoni rendek" vezetője).
- 1934. október 21-én a Bordeaux-ban megtartott Legfelsőbb Szentély gyűlésén kinevezte Henri-Charles Dupont-ot Nagykancellárnak, akinek a feladata a Rend nemzetközi kiterjesztése volt. Ez Georges Lagreze ellenkezését váltotta ki. Dupont egy évvel később, 1935-ben egyesítette a nagykancellári és az általános nagytitkári tisztségeit a Rítus Nagyadminisztrátori címével, mely később, Chevillon tragikus halála után a Rend túlélése szempontjából, bölcs és előrelátó döntésnek bizonyult.[7]

### Gnosztikusként
- 1920-ben csatlakozott a l’Église Gnostique Universelle (Egyetemes Gnosztikus Egyház) valláshoz.
- 1934. február 24-től az Egyetemes Gnosztikus Egyház(fr) felszentelt pátriárkája lett.
- 1936. január 5-én Tau Harmonius néven a Gnosztikus Egyház püspökévé szentelték.[7]

### Íróként
Első könyvét 1926-ban adta ki, majd rendszeresen jelentetett meg írásokat. Tragikus sorsa miatt néhány már csak posztumusz jelenhetett meg.
- C. Chevillon: Orient ou Occident? (franciául) Párizs: Chacornac. 1926.
- C. Chevillon: Réflexions sur le temple social. (franciául) Lyon: Ed. des annales initiatiques. 1936.  [halott link]
- C. Chevillon: Le vrai visage de la franc-maçonnerie. (franciául) Lyon: Derain. 1939.
- C. Chevillon: Du néant à l'être. (franciául) Lyons: Derain. 1943.
- C. Chevillon: Et verbum caro factum est. (franciául) Lyon: Derain. 1944.
- C. Chevillon: La Tradition Universelle. (franciául) Lyon: Derain. 1946.
- C. Chevillon: Méditations Initiatiques. (franciául) Lyon: Derain. 1953.

### FUDOFSI
Működése során a Harvey Spencer Lewis által alapított AMORC és az 1934. augusztus 14-én megalakult FUDOSI ellenfele volt. 1939 elején R. Swinburne Clymer közreműködésével létrehozta a FUDOFSI szervezetet a FUDOSI ellenfeleként, a "lyoni rendek" védelmében.

## Háború és végzet
1940. augusztus 19-én a Vichy-kormány betiltotta és feloszlatta a titkos társaságokat. 1941 szeptemberében tartottak nála először házkutatást Lyonban a Francia Nemzeti Milícia emberei, majd 1943-ben le is tartóztatták, és táskáját, iratait (köztük kéziratokat) lefoglalták és soha nem adták vissza. Végül 1944. március 25-én lyoni lakásán letartóztatták és kocsiba ültették. Megkínzott testét egy csatornában találták meg még aznap. Végső nyughelye a Lyonhoz tartozó Francheville temetőjében van, barátja, Jean Bricaud mellett.

## Fordítás
- Ez a szócikk részben vagy egészben  a   Constant Chevillon című angol Wikipédia-szócikk fordításán alapul.  Az eredeti cikk szerkesztőit annak laptörténete sorolja fel. Ez a jelzés csupán a megfogalmazás eredetét és a szerzői jogokat jelzi, nem szolgál a cikkben szereplő információk forrásmegjelöléseként.